# Fehér-patak (Hernád)
A Fehér-patak (szlovákul Biely potok) egy patak a Szlovák Paradicsom területén, Szlovákiában.

## Leírása
A Hernád jobb oldali mellékfolyója. 900 méteren, több forrásból ered a Gerava északi oldalán. Északi irányból a Csupasz kő (Holý kameň), a Vörös szikla (Červená skala) és Száraz-hegy (Suchý vrch) határolja. A patak felső folyásánál található a Klauza-víztároló. A Fehér-patakba ömlő mellékpatakok több helyen szorost alkotnak.